# В-2
В-2 — радянський V-подібний 12-циліндровий чотиритактний швидкохідний дизельний двигун водяного охолодження зі безпосереднім розпиленням палива, створений в 1930-ті роки в дизельному конструкторському бюро Харківського паровозного заводу (ХПЗ).
Ранні модифікації встановлювали на БТ-7М, Т-28, Т-34 та інші. На основі В-2 було створено родину двигунів, що використовувались на середніх і важких танках Другої світової, його 780-сильна модифікація В-46 стала основним двигуном Т-72, а 1000-сильна турбована версія В-92С2 — на Т-90. Прийняття цього двигуна в 1930-ті дозволило забезпечити радянські танки ефективним дизельним двигуном на понад 70 років.

## Позначення
Літерні індекси для машинобудівних виробництв що були введені урядом СРСР в 1930-х роках стали використовуватися в найменуванні розроблених ними виробів. Індекс «В» було присвоєно дизельному цеху Харківського паровозобудівного заводу. Тому дизельному двигуну, що був розробленим і освоєним в цьому цеху, було дано в 1937 році найменування «В-2». «2» — це номер зразка, прийнятого у виробництво.

## Історія створення і виробництва
Двигун був розроблений в 1931 — 1939 роках конструкторським колективом дизельного відділу Харківського паровозобудівного заводу спочатку під керівництвом Костянтина Челпана, а потім, з 1938 року — під керівництвом Т. П. Чупахіна, його заступника по проектній роботі — Я. Е. Вихмана, заступника по дослідно-виробничої роботи — І. Я. Трашутіна.
Серійне виробництво В-2 почалося 1 вересня 1939 року. Був прийнятий на озброєння РЧСА в тому ж році в трьох модифікаціях: В-2 (500 к.с.), В-2К (600 к.с.) та В-2В (375 к.с.). До німецько-радянської війни виготовлявся тільки на моторобудівному заводі № 75 (філії Харківського паровозобудівного заводу), підрядниками були ХТЗ , Челябінський і Кіровський (м Ленінград) заводи.[джерело?] До початку війни завод освоїв п'ять модифікацій дизеля: В-2 (для легкого танка БТ-7М і перших серій середнього Т-34), В-2-34 (після модернізації в 1941 р для Т-34), В-2К (для важких танків КВ-1 і КВ-2), В-2В (для тягача «Ворошиловець») та шестициліндровий рядний В-4 (для легкого танка Т-50). Також є відомості про довоєнний дослідний В-5 потужністю до 700 к. с..
Після початку війни випускався на Сталінградському тракторному заводі і в Свердловську на заводі № 76. У жовтні 1941 року завод № 75 був евакуйований у Челябінськ на майданчик ЧТЗ. Туди ж переїхав Кіровський завод. Всі вони були об'єднані в величезний Танкоград. Цей завод став головним виробником В-2 під час війни (близько 50 тисяч двигунів, включаючи двигуни вироблені в Харкові). Пізніше, в 1942 році, випуск В-2 був освоєний і на заводі № 77 в Барнаулі.[джерело?]

## Конструкція

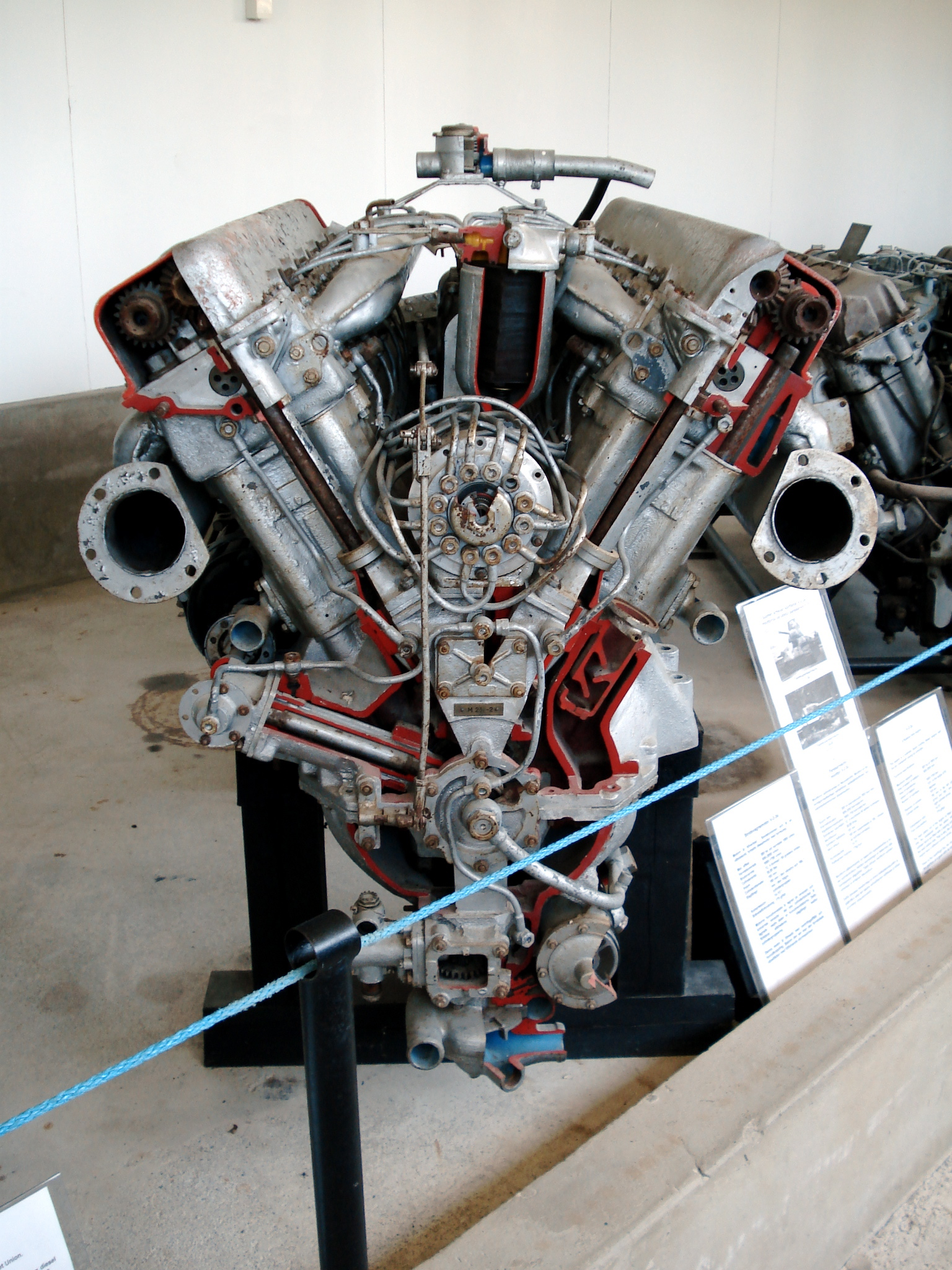
Двигун В-2-34 в музеї в Паролі

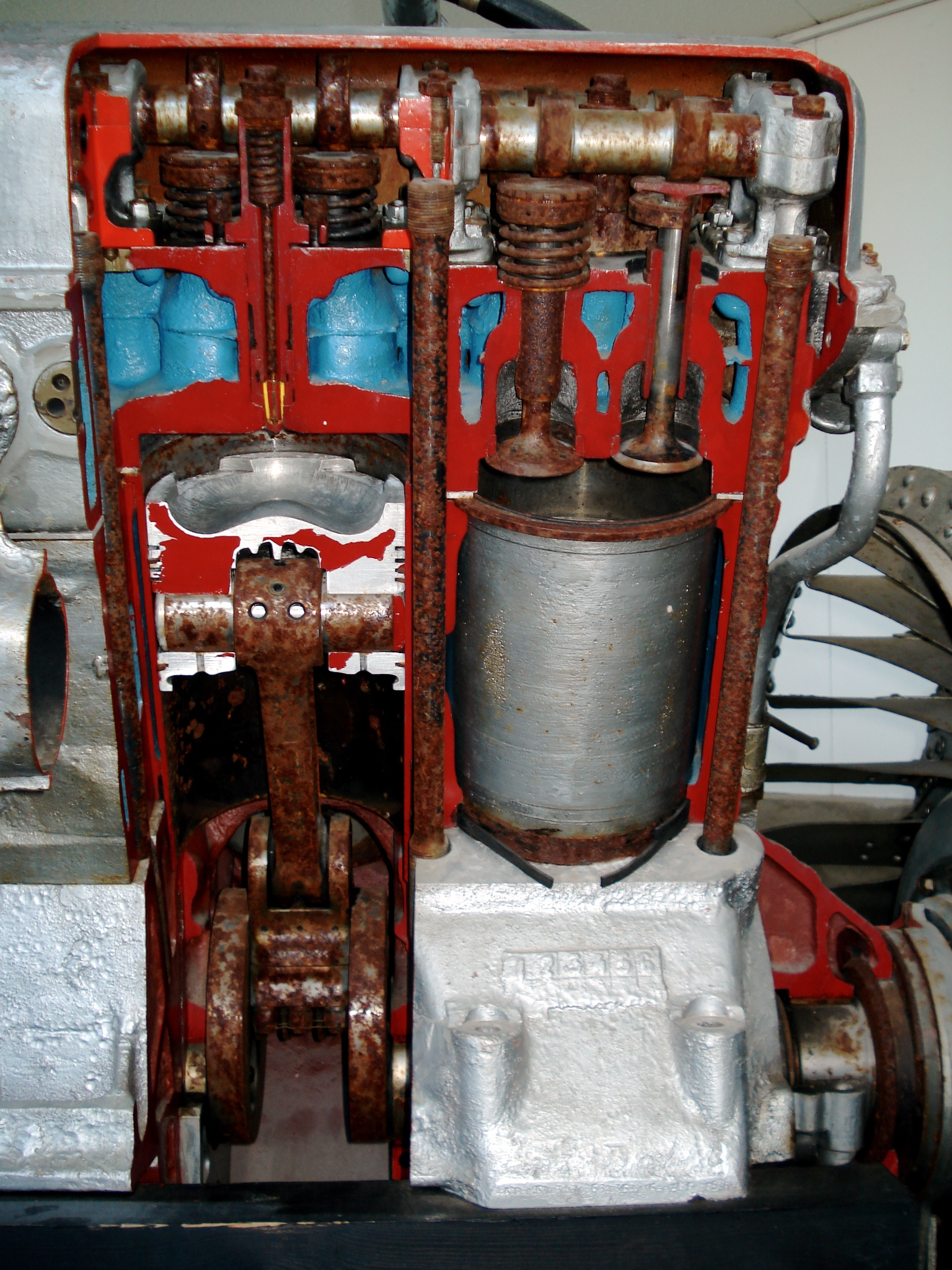
Він же

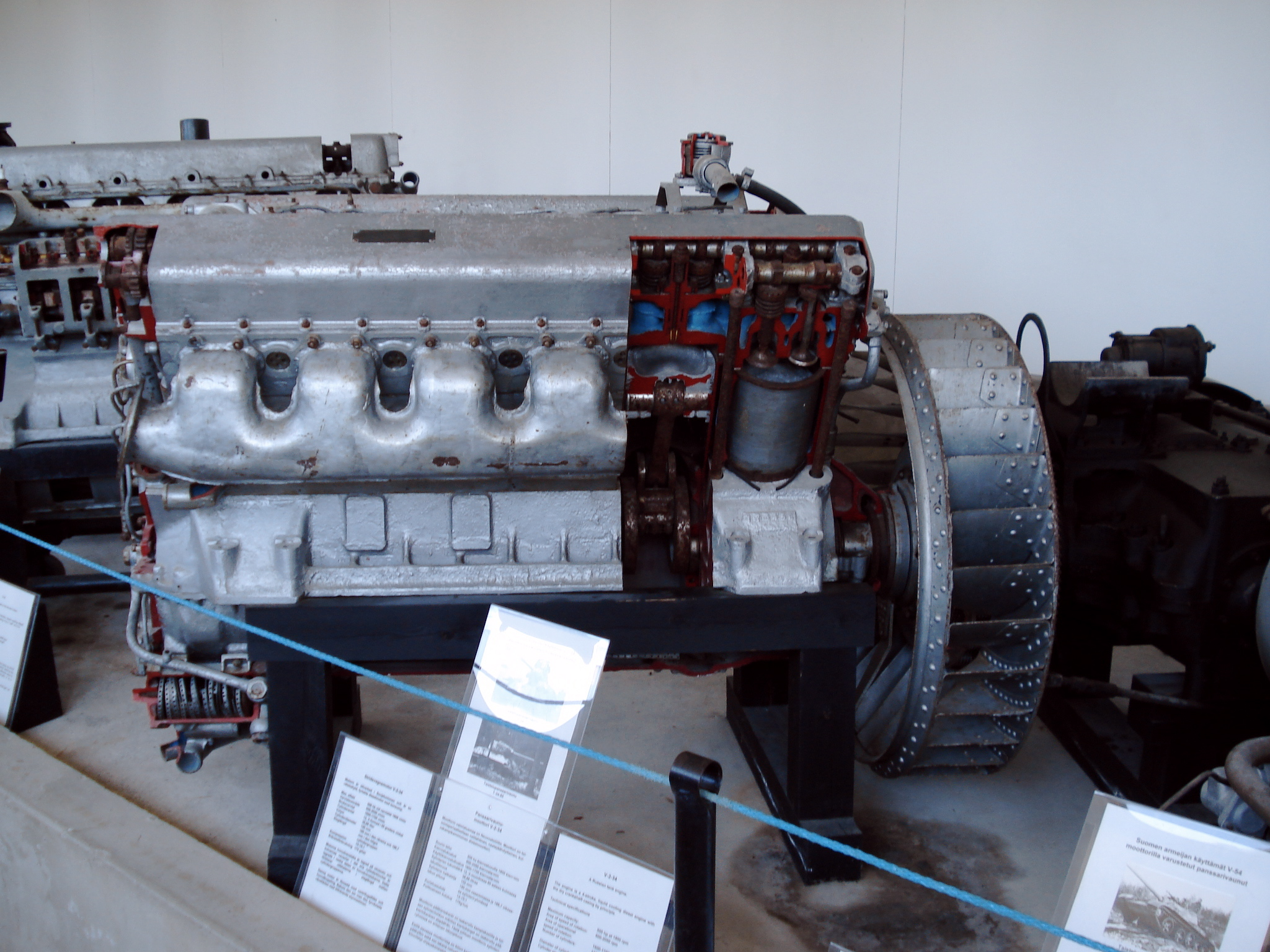
Він же, видно головний фрикціон і КПП

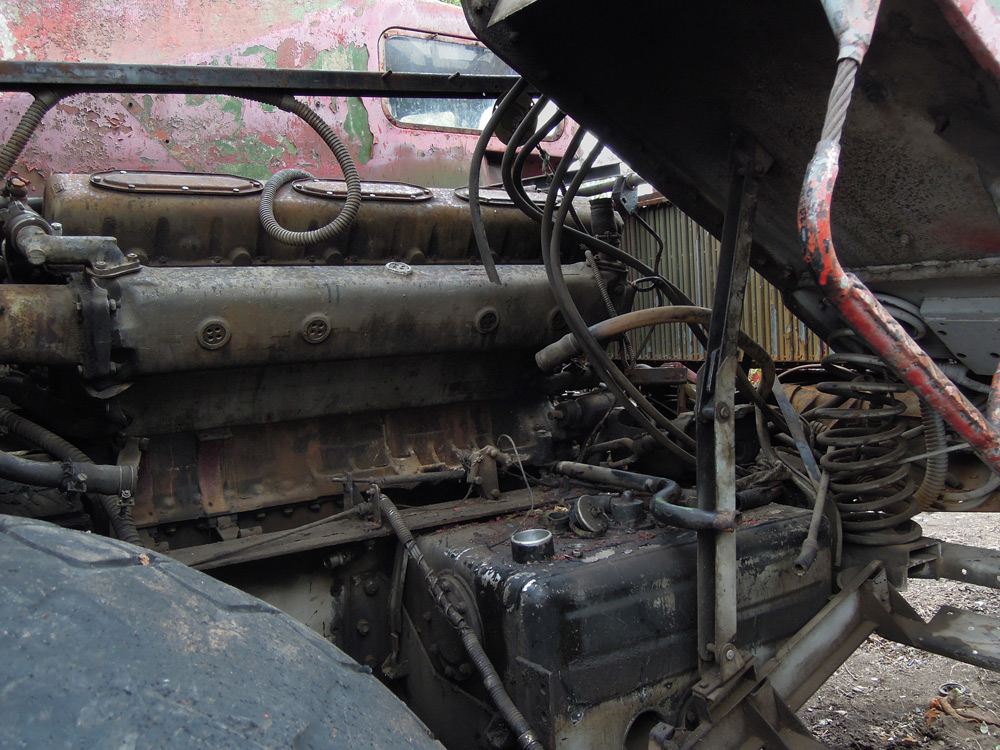
Установка Д12А-525 між кабінами тягача МАЗ-7310

Об'єм 38,8 л, ступінь стиснення 14 і 15. Номінальна потужність двигуна становила 450 к.с. при 1750 об. / хв., експлуатаційна — 400 к.с. при 1700 об. / хв., максимальна — 500 к.с. при 1800 об. / хв. Маса двигуна — близько 1000 кг. Діаметр циліндра — 150 мм. Хід поршнів лівої групи -180 мм, правої — 186,7 мм. Циліндри розташовувалися V-подібно під кутом 60 °.
Спочатку двигун розроблявся для застосування в авіації — на важких бомбардувальниках. Ця обставина визначила деякі конструктивні особливості дизеля, що є незвичними для двигунів наземних машин, і зумовило досить високу технічну досконалість двигуна. Серед них:
- полегшена конструкція з широким використанням легких сплавів (втім, в середині війни через нестачу алюмінію довелося на час замінити силумін чавуном);
- верхнє розташування розподільних валів, по два в кожній головці двигуна (DOHC);
- 4 клапана на циліндр ;
- Сухий картер ;
- безпосереднє уприскування палива, струйне сумішоутворення;
- привід всіх агрегатів і систем двигуна за допомогою конічних зубчастих передач і проміжних похилих валів;
- використання сталевих шпильок в якості основного силового елемента для стягування головки, блоку циліндрів і картера.

Однак довести потужність до вимог авіаторів (1000—1500 к..с.) навіть шляхом застосування наддуву не вдалося, і конструкція двигуна була відкоригована для використовування у танках.

## Родина двигунів В-2
Двигун В-2 є родоначальником цілого сімейства швидкохідних дизелів. Крім 12-циліндрових серійних модифікацій В-2 (В-2К і В-2В) до війни була також освоєна і «половинка» від дванадцатициліндрового дизеля під позначенням В-4, але її історія не склалася. У 1941 році В-2 був модернізований і отримав назву В-2-34. Під час війни були розроблені і почали випускатися В-2ІС (він же В-2-10), В-2-34М (він же В-34), В-2-44 (він же В-44) і В-11- ІС-3.
У 1945—1946 роках під керівництвом Я. Вихмана в СКБ-75 (моторному КБ при ЧТЗ) було закінчено доведення В-12, що призначався для танка ІС-4. З 1949 по 1950 роки для іншого важкого танка, Т-10, розроблявся 700-сильний мотор В-12-5 (А-5), в якому, зокрема, використовувався нагнітач від АМ-42 , деякі нововведення якого були використані в 1950 році при модернізації двигуна до В-12М. У 1953 році заміною генератора з трьохкіловатного на п'ятикіловатний був створений двигун В-12-5Б (А-5Б), що пішов в серію в 1956 році. Більш серйозна модернізація пройшла в 1954, коли був розроблений В-12-6Б (А-6Б), що через три роки пішов в серію. Модифікація з більш потужним на 1,5 кВт генератором отримала індекс В12-6В (А-6В) і була запущена в серійне виробництво на наступний рік, необхідність цього була викликана підвищеним енергоспоживанням нових стабілізаторів.
Крім підвищення характеристик серійної продукції ЧТЗ проводилися і дослідно-конструкторські роботи, результатом яких стали ескізний проект 850-сильного В-7 в 1954 році і В12-7 (А-7) потужністю 1000 к.с. в 1956. Цій двигун в 1959 році випробовувався в тяжкому танку Об'єкт 770 і макеті ракетного танка Об'єкт 282. Тоді ж через неполадки трансмісії і ходової провалив випробування дослідний Т-10М (Об'єкт 272) з 800-сильним двигуном В12-6Ф (А-6Ф). Нарешті, в 1962—1963 роках проводилися досліди з багатопаливним В-12-6БМ.
Протягом декількох десятиліть після війни крім дизелів В-12 сімейство поповнилося танковими двигунами В-45, В-46, В-54, В-55, В-58, В-59, В-84, В-85, В-88 , В-90, В-92 , В-92С2Ф (В-93) і їх різними модифікаціями, як серійними, що випускалися в основному на ЧТЗ, так і дослідними.
На базі двигуна В-2 в другій половині 1940-х — на початку 1950-х років на Барнаултрансмаші були створені і освоєні полегшені швидкохідні дизелі — спочатку шестициліндрові Д6, а потім і 12-циліндрові Д12. Дефорсований Д6 набув широкого поширення на річкових суднах.
Двигун 3Д6 встановлювався на:
- буксирні катери проекту 1606 «костромичей» (як 3Д6, так і 3Д6Н)
- річкові трамваї «Москвич»
- річкові трамваї «Москва»
- буксири БМ, БВ
- службово-роз'їзні катери проектів 371 «Адміральський» і 376 "Ярославець "

Двигун 3Д12 встановлювався на:
- буксири ЛС-56А,
- РТ проекту 911А і, пізніше, для окремих річкових басейнів на судна проекту 911В
- судно на повітряній подушці «Луч» (форсований до 520 л. с.)

Модифікація 1Д6 застосовувалася на тепловозі ТГК2, дрезині ДГК (широкої колії), а 1Д12-застосовувалася на великовантажних автомобілях МАЗ-525 і МАЗ-530 , тепловозах ТУ2, ТУ7 залізниць вузьких (750 мм) колії, тепловозах ТГМ1 , тгм23 , тгм40 широкої (1520 мм) колії. Також застосовувався в ЗС СРСР і РФ як привід генератора змінного струму АД-100 (100 кВт).
На тракторі ДЕТ-250 спочатку стояв двигун цього сімейства В-748 , пізніше В-30, В-31. На гусеничному тягачі високої прохідності АТ-Т, а також інженерних машинах, створених на його шасі (МДК-2 , БАТ-М , БТМ-3) встановлювалися двигуни А-401 і В-401. На інженерної машині розгородження ІМР, створеної на основі Т-55 стояв двигун В-55.
На базі двигунів сімейства В-2 в кінці 1950-х — початку 1960-х років на «Барнаултрансмаші» під керівництвом головного конструктора Б. Г. Єгорова було створено нове покоління танкових двигунів — УТД (універсальний танковий дизель). При цьому була збережена в основному технологічна спадкоємність з виробництвом двигунів В-2 (Д-12). Зокрема такі важливі показники, як відстань між осями циліндрів (175 мм) і діаметр циліндрів (150 мм) є однаковими з В-2. Першим в серію в 1965 році був запущений шестициліндровий УТД-20 зі зменшеною (в порівнянні з В-2) висотою за рахунок збільшеного до 120 ° кута розвалу циліндрів і розмірності 15/15 потужністю 300 к.с. для БМП-1 і БМП-2. Варіант для БМД-1 і БМД-2 потужністю 240 л. с. при більш низьких оборотах отримав позначення Д-20. Для БМП-3 в кінці 80 років був розроблений десятициліндровий УТД-29.
Спадкоємцем В-2 також є нове покоління X-образних чотиритактних танкових дизелів виробництва ЧТЗ сімейства 2В розмірності 15/16. Першим в серії став шестициліндровий (половинка від Х-12) «боксер» 2В-06 для БМД-3 і БТР-90.
Станом на 2012 рік дизелі Д6, Д12, Д20 продовжували вироблятися на ВАТ «Барнаултрансмаш», а дизелі В-31, В-46, В-58, В-59, В-84, В-92С2Ф на ЧТЗ.

## Оцінка проекту
Розроблені в основі своїй в 30-х роках дизелі Д12 і В-2 навіть за станом на початок XXI століття характеризуються високими питомими параметрами, їх питома маса становить всього 2,05 кг / к.с., а питома витрата палива — 165 г / к. с.*год. Недоліки були обумовлені головним чином технологічними та іншого характеру обмеженнями, що були на момент розробки двигуна і його постановки у виробництво, зокрема:
- неефективна робота маслоз'емних кілець застарілої конструкції — як наслідок, велика витрата масла на чад — 20 г/к.с. *год;
- складна схема приводів розподільних валів, що містить велику кількість механічних передач (в 1930-х роках ще не існувало приводних ланцюгів, здатних працювати на високих швидкостях) — як наслідок — підвищений рівень шуму, низький ресурс, складність в обслуговуванні;
- складний збірний колінвал, вартість якого становить близько 30 % від всього двигуна — в 1930-х роках ще не існувало способів об'ємного штампування таких великих деталей;
- неефективна система електростартерного пуску (низький ККД стартера СТ-712, неоптимальне передавальне число).
- висока швидкість росту тиску на поршневу групу (так звана жорсткість роботи двигуна), що веде до зменшення загального ресурсу. Причина цього в не зовсім ефективному сумішоутворенні, яке обумовлено великою мірою формою камери згоряння, кількістю соплових отворів і деякими іншими деталями[12].
- відсутність спільного балансування колінчастого вала і маховика, не дозволяє істотно збільшити ресурс.
- Збирання та налагодження двигуна з використанням малокваліфікованої робочої сили призводила до виробничого браку, особливо в перші місяці війни. Через відсутність якісного регулювання клапанів, складної багатошестерневої конструкції передачі з маховика на ГРМ, дуже частою подією ставала зустріч клапанів з поршнями. Двигуни перших випусків не завжди могли напрацювати нормативні 50 мотогодин навіть в стендових умовах; при цьому конструкція, при всій своїй складності, все ж забезпечувала високу ремонтопридатність, аж до перебирання мотора в польових умовах.

Конструкція дизелів В-2, Д12 і Д6, що були у серійному виробництву довгі роки, практично не зазнала змін, незважаючи на появу нових матеріалів і технічних рішень, що дозволяють порівняно легко усунути зазначені недоліки.